# Lantaarnpaalarrest
Het Lantaarnpaal-arrest (HR 14-03-1904, W 8050) is een arrest uit 1904 van de Nederlandse Hoge Raad over de reikwijdte van het eigendomsrecht. Uit de uitspraak bleek dat een inbreuk op het eigendomsrecht het genot van de zaak niet volledig mag ontnemen. Schade ten gevolge van een gedoogplicht dient volledig te worden vergoed.

## Casus
Een zekere E.F. heeft in de gemeente Loosduinen een stuk berm in bezit dat grenst aan de Emmastraat, een openbare weg. De gemeente verleent aan de Nederlandsche Elektrische Maatschappij een vergunning tot het plaatsen van twee lantaarnpalen in deze berm.
De eigenaar wil hier geen lantaarnpalen en verzet zich tegen de plaatsing. Hij wordt daarom strafrechtelijk vervolgd, en de kantonrechter veroordeelt hem op 3 december 1903 tot een boete van 5 gulden, wegens overtreding van Artikel 5 van de Algemene Politie Verordening (APV) van de gemeente Loosduinen. De APV bevat sinds 1899 de volgende bepaling:

Ieder eigenaar van een berm, eene bestrating of eenig ander deel van een openbaren weg of van eene straat of van eene langs den openbaren weg loopende sloot is verplicht het plaatsen van lantaarn- of andere palen, gas- of waterleidingsbuizen, alsmede van electrische geleidingen in dien berm, in die bestrating of dat andere deel van den weg of van de straat of in die sloot te gedoogen en toe te staan, dat de bestrating of andere bedekking wordt opgenomen, wanneer dat tot het plaatsen van lantaarns of tot het leggen van buizen of geleidingen noodig is.
De vergunning daartoe moet echter worden aangevraagd en verkregen van B. en W., die bij het verleenen der vergunning tevens die voorwaarden kunnen stellen, welke zij noodig oordeelen.

## Arrest
In hoeverre kan een lagere wetgever (in casu de gemeente Loosduinen) beperkingen stellen aan het eigendomsrecht van een ander? De Hoge Raad erkent weliswaar dat de gemeente op grond van wettelijke bepalingen eigendomsbeperkingen kan stellen, maar:

dat echter de beperkingen, waaraan het eigendomsrecht door zoodanige verordeningen wordt onderworpen, nooit zoover kunnen gaan, dat daardoor het gebruik der in eigendom bezeten zaak voor den eigenaar geheel of ten deele ophoudt te bestaan;

Omdat van die stukken grond waarop de lantaarnpaal komt te staan de eigenaar niet zelf meer gebruik kan maken was dat laatste het geval. De Hoge Raad verklaart artikel 5 van de Loosduinse APV daarom onverbindend wegens strijd met artikel 625 van het Burgerlijk Wetboek, verklaart het bewezen verklaarde feit niet strafbaar, en ontslaat de eigenaar van alle rechtsvervolging.